# Indigofera dauensis
Indigofera dauensis är en ärtväxtart som beskrevs av Jan Bevington Gillett. Indigofera dauensis ingår i släktet indigosläktet, och familjen ärtväxter. Inga underarter finns listade i Catalogue of Life.